# Megumu Yoshida (nadadora)
Megumu Yoshida –en japonés, 吉田 萌, Yoshida Megumu– (2 de julio de 1995) es una deportista japonesa que compite en natación sincronizada. Ganó siete medallas en el Campeonato Mundial de Natación entre los años 2022 y 2024.

## Palmarés internacional
| Campeonato Mundial | Campeonato Mundial | Campeonato Mundial | Campeonato Mundial |
| Año                | Lugar              | Medalla            | Prueba             |
| ------------------ | ------------------ | ------------------ | ------------------ |
| 2022               | Budapest (Hungría) | Medalla de plata   | Equipo técnico     |
| 2022               | Budapest (Hungría) | Medalla de plata   | Combinación libre  |
| 2022               | Budapest (Hungría) | Medalla de bronce  | Equipo libre       |
| 2023               | Fukuoka (Japón)    | Medalla de plata   | Equipo libre       |
| 2023               | Fukuoka (Japón)    | Medalla de bronce  | Rutina acrobática  |
| 2024               | Doha (Catar)       | Medalla de plata   | Equipo libre       |
| 2024               | Doha (Catar)       | Medalla de bronce  | Equipo técnico     |